# Hemerodromia beijingensis
Hemerodromia beijingensis är en tvåvingeart som beskrevs av Yang 1988. Hemerodromia beijingensis ingår i släktet Hemerodromia och familjen dansflugor. Inga underarter finns listade i Catalogue of Life.